# 1915 w sztukach plastycznych
Wydarzenia w sztukach plastycznych i wizualnych w 1915 roku.

## Malarstwo
- Robert Motherwell

Titanium Man
- Kazimierz Malewicz

Suprematyzm nr 50
Czarny kwadrat i kwadrat czerwony
- Maurice Utrillo

Dom Mimi Pinson na Montmartre
- Marc Chagall

Urodziny – olej na kartonie
Leżący poeta – olej na kartonie
- Wyndham Lewis

Tłum
- Amedeo Modigliani

Kobieta przed kominkiem
- Francis Picabia

Very Rare Picture on the Earth (Très rare tableau sur la terre) – 125,7x97,8 cm. Kolekcja Muzeum Guggenheima w Nowym Jorku
- Oskar Kokoschka

Knight Errant (Der irrende Ritter) – olej na płótnie, 89,5x180 cm. Kolekcja Muzeum Guggenheima w Nowym Jorku

## Ready-made
- Marcel Duchamp

W przewidywaniu złamanej ręki

## Urodzeni
- Jerzy Bandura (zm. 1987), polski rzeźbiarz, grafik, medalier
- 6 kwietnia – Tadeusz Kantor (zm. 1990), polski malarz, grafik
- 20 sierpnia – Wiesław Müldner-Nieckowski (zm. 1982), polski rzeźbiarz, malarz, rysownik, architekt wnętrz

## Zmarli
- Adam Ciemniewski (ur. 1866), polski malarz
- 31 marca – Michał Korpal (ur. 1854), polski rzeźbiarz
- 5 czerwca – Henri Gaudier-Brzeski (ur. 1891), francuski grafik i rzeźbiarz
- 10 lipca - Hendrik Willem Mesdag (ur. 1831), holenderski malarz i kolekcjoner
- 5 września – Stanisław Witkiewicz (ur. 1851), polski malarz, architekt, teoretyk sztuki
- 22 grudnia - Arthur Hughes (ur. 1832),  brytyjski malarz i ilustrator